# José Manuel Rojas
José Manuel Rojas Bahamondes (Talagante, 1983. június 23. –) chilei válogatott labdarúgó, a Curicó Unido hátvédje.